# 加里山 (江原特別自治道)
加里山（韓語：가리산）是一座位于韓國江原特別自治道春川市与洪川郡之间的山峰，主峰標高海拔1051公尺。